# Relations entre le Bangladesh et la Colombie
Les relations entre le Bangladesh et la Colombie sont les relations bilatérales de la république populaire du Bangladesh et de la république de Colombie. La Colombie et le Venezuela ont reconnu conjointement le Bangladesh le 2 mai 1972. Ces deux pays sont membres du Mouvement des non-alignés. Aucun des deux pays n'a d'ambassadeur résident dans l'autre.

## Visites d'État
En 2011, le ministre des affaires étrangères du Bangladesh, Mohamed Mijarul Quayes (en), s'est rendu en visite officielle à Bogota, la capitale de la Colombie, pour explorer les moyens de développer le commerce bilatéral avec la Colombie. Quayes a déclaré que le Mexique, la Colombie et l'Argentine ont également exprimé leur volonté de signer un accord d'exemption de visa. Progressivement, a-t-il dit, ce programme sera étendu aux hommes d'affaires bangladais.

## Aires de coopération
Certains problèmes communs aux deux pays, comme l'adaptation au changement climatique, la gestion des catastrophes, la protection des groupes vulnérables, etc. ont été identifiés comme des domaines de coopération. Le président Zillur Rahman a souligné la nécessité d'augmenter le volume des investissements directs étrangers (IDE) en courtisant davantage d'entrepreneurs étrangers pour qu'ils investissent dans divers secteurs, car une atmosphère favorable aux investissements prévaut au Bangladesh. Mentionnant qu'il y a beaucoup de possibilités de renforcer le commerce et les relations commerciales entre le Bangladesh et la Colombie, le président a déclaré que les visites de délégations d'entreprises de haut niveau et les contacts entre les peuples pourraient être un outil utile à cet égard,,. En 2009, le président du Bangladesh, Zillur Rahman, a appelé à un transfert de technologie entre les deux pays dans le secteur agricole.

## Commerce
Les deux pays ont exprimé leur intérêt pour l'expansion du commerce bilatéral,. En 2009, la Colombie a proposé de signer un protocole d'accord avec le Bangladesh afin de stimuler les échanges et le commerce bilatéraux. Les vêtements, les produits de jute, les produits pharmaceutiques et l'artisanat bangladais ont été identifiés comme des produits potentiels très demandés en Colombie. Les deux pays ont signé un accord d'exemption de visa afin de garantir la fluidité des voyages des hommes d'affaires.

## Religion
La Colombie a envoyé des prêtres pour la communauté catholique romaine du Bangladesh.